# Optikai izoméria

Az enantiomer molekulák tükörképi párjai egymásnak, csakúgy mint a jobb és a bal kéz

Az optikai izoméria a térizoméria egy típusa,  a sztereokémia kutatási területe. A neve onnan ered, hogy a molekulák, amelyek esetében az izoméria fellép, a lineárisan polarizált fény síkját elforgatják.
Az ilyen optikai aktivitást mutató molekulákat királis (gör. 'χειρ' - kéz) molekuláknak nevezzük, ugyanis egymással hasonló tükörképi viszonyban vannak, mint a jobb és a bal kéz, egymással fedésbe nem hozhatók. A tükörképi molekulapár alkotóit enantiomereknek nevezzük.
Az enantiomerek optikai aktivitása azonos nagyságú, de ellentétes irányban forgatják el a fény síkját. Ezért az enantiomerek 1:1 arányú keveréke optikailag inaktív, racém. A racém elegyet racemátnak is nevezik.
Azokat a molekulákat, amelyek tükörképi párjukkal fedésbe hozhatók, akirálisnak nevezzük. Azokat az akirális molekulákat, amelyek egy lépéssel királissá alakíthatóak, prokirálisnak nevezzük.

## Történet

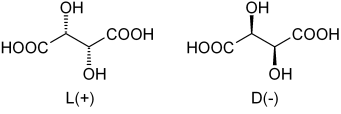
A szőlősavban található két enantiomer

Régóta ismeretes, hogy bizonyos anyagok a lineárisan polarizált fény síkját elforgatják. A jelenséget kezdetben kristályokon vizsgálták, és megállapították, hogy az aszimmetrikus kristályok mutatnak optikai aktivitást. Itt érdemes megjegyezni, hogy a kristályokra (illetve a molekulákra) vonatkozó aszimmetria egészen pontosan a belső tükörsík hiányát követeli meg.
Louis Pasteur kísérletei során vizsgálta szőlősav, illetve a borkősav szerkezetét, és bár kémiailag (egészen pontosan konstitúciójukban) megegyező vegyületeknek találtattak, a borkősav (és oldata) forgatta a poláros fény síkját, míg a szőlősav nem. Pasteur ezért mikroszkóp alatt kezdte vizsgálni a szőlősav kristályait, s arra a megállapításra jutott, hogy a szőlősav kétféle, egymással tükörképi viszonyban álló kristályból épül fel. Miután az így szétválasztott szőlősavkristályokat külön-külön vízben oldotta, megállapította, hogy az oldatok külön-külön forgatják a poláros fény síkját, méghozzá azonos mértékben, de ellentétes irányban. Az oldatok forgatóképességéből Pasteur arra a következtetésre jutott, hogy nem csak a szőlősavkristályok, hanem az azokat felépítő molekulák is tükörképi viszonyban állnak egymással. A kétféle, önmagában optikailag aktív módosulat 1:1 arányú keverékét (mely már optikailag inaktív) racemátnak nevezte el (lat. 'racemus' - szőlőfürt).

## Az optikai aktivitás mérése
A természetes fényforrások fényéből polárszűrővel válogatható ki egyetlen, a polárszűrő síkjában polarizált komponens. A polárszűrőn áthaladó fényt ezután a vizsgálandó mintára irányítva egy, a minta mögött elhelyezett második polárszűrő precíz mozgatásával meghatározható az a szög, amennyivel a mintán áthaladó fény polarizációs síkja elfordult, ennyivel kell ugyanis a második polárszűrőt az elsőhöz képest elforgatni, hogy rajta ismét áthaladjon a fény.
A forgatás szöge számos tényezőtől függ, az általános összefüggést a következő képlet fejezi ki.
{\displaystyle \alpha =[\alpha ]lc\!}
Ahol {\displaystyle \alpha } az elforgatás szöge, {\displaystyle l} a küvetta vastagsága (dm), {\displaystyle c} a minta koncentrációja (g/cm3);
{\displaystyle [\alpha ]} pedig a fajlagos forgatóképesség, ez adott hőmérsékleten és adott oldószerben, illetve adott hullámhosszon mérve a mintára jellemző adat. A méréseket általában 20 °C hőmérsékleten a nátrium D-vonalának megfelelő hullámhosszú (589 nm, sárga) fénnyel szokták végezni, az így mért elforgatást {\displaystyle [\alpha ]_{D}^{20^{\circ }C}} jelöli, továbbá az érték mellett minden esetben fel kell még tüntetni a mérés során használt oldószer minőségét is.
A fény síkját jobbra forgató vegyületeket (+), a balra forgatókat (−) előtaggal jelölik. Korábban szokás volt a forgatás irányát a d- illetve l- jelölésekkel megadni, ennek a módszernek a használata azonban ellenjavallt, mivel összetéveszthető a Fischer-féle D/L-nómenklatúrával (ld. később). Különösen fontos kiemelni, hogy az optikai forgatás iránya, valamint a relatív, illetve az abszolút konfiguráció között nincs szoros összefüggés!

## A kiralitás típusai

### Centrális kiralitás

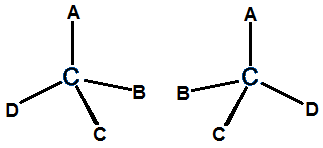
Királis szénatom

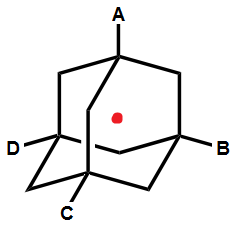
Királis adamantánszármazék

A kiralitás alapvető esete, amikor egy tetraéderes konfigurációjú atomhoz négy különböző ligandum kapcsolódik. A négy ligandum kétféle elrendeződésben helyezkedhet el a központi atom körül, a két lehetséges konstitúció egymással tükörképi viszonyban van. Bármely tetraéderes konfigurációjú centrum (sp3-C, N, S, P) körül megvalósulhat a kiralitás, azonban nem minden királis vegyület választható el a párjától, az aminok esetében például a két forma folyamatosan egymásba alakul. A kvaterner ammóniumsók, illetve a szulfoxidok azonban rezolválhatók.
A centrális kiralitásnak nem kötelező feltétele a királis atom megléte a molekulában. A jobb oldali képen látható szubsztituált adamantánváz szintén királis képződmény, a kiralitás centrumát a vörös pont jelzi.
A kiralitás valamennyi további fajtája is értelmezhető ezek alapján centrális kiralitásként, azonban a molekulák speciális szerkezetéből fakadóan célszerűbb további kiralitástípusokat is megkülönböztetni.

### Axiális kiralitás

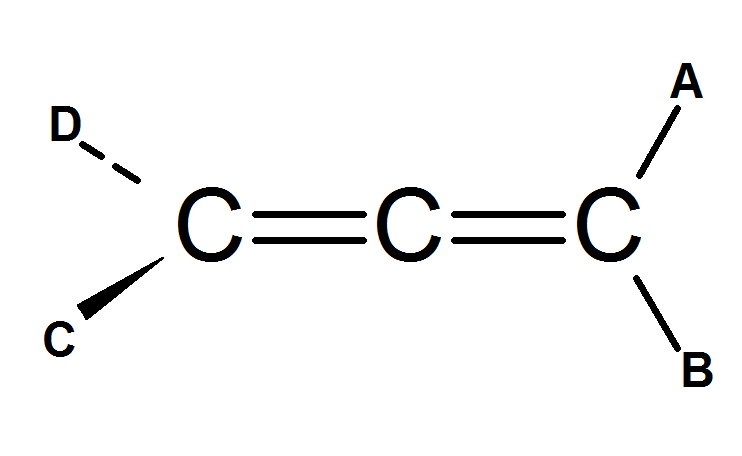
Királis allénszármazék

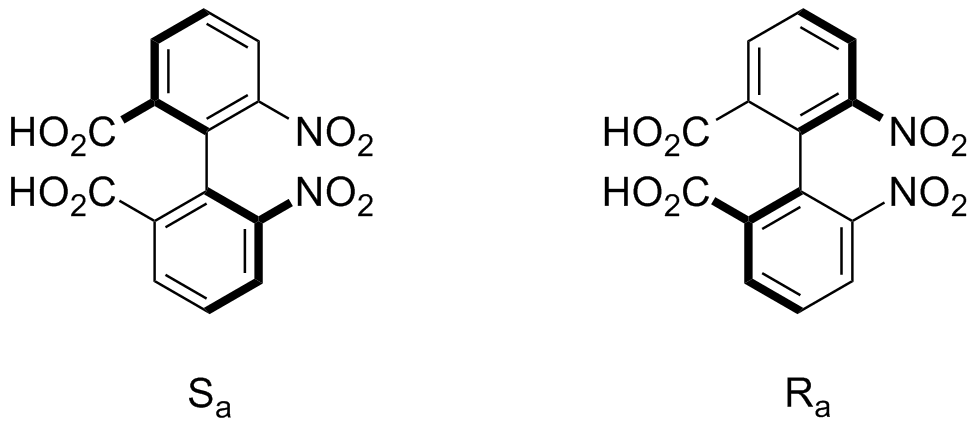
Atropizoméria

A kiralitás nem csupán egyetlen pont, hanem egy gátolt rotációjú tengely körül is megvalósulhat, ilyenkor a tengely két végén elhelyezkedő molekularészek egymáshoz képest szintén két, tükörképi viszonyban álló konfigurációban helyezkedhetnek el. A kiralitás tengelye lehet ilyenkor kumulált kettős kötés, vagy két gyűrű közötti - a nagy térigényű szubsztituensek miatt - rotációjában gátolt σ-kötés.
Axiális kiralitás valósul meg tehát allénizoméria, illetve az atropizoméria esetében.
(Az axiális kiralitás esetén is elhelyezhető volna a kiralitáscentrum a tengely felezőpontjában, ez a pont az allénizoméria esetében ráadásul pont szénatom.)

### Planáris kiralitás

Királis ferrocénszármazék

A kiralitás felléphet síkalkatú molekulák esetében is, amennyiben a sík valamelyik oldala kitüntetetté válik azáltal, hogy a szimmetriasíkon kívül eső atomcsoportok, szerkezetek deszimmetrizálják a molekulát. Ez esetben ugyanis a síkbeli ligandumok, molekularészletek körüljárási iránya egyértelműen meghatározhatóvá válik, melynek következtében ismét két enantiomer vegyület alakul ki.
Planáris kiralitás jelentkezhet bizonyos metallocén vegyületekben, illetve ciklofánszármazékokban.

### Helikális kiralitás
Amennyiben a molekula önmagában csavart, hélix alakú, a csavarmenet alapján két enantiomer létezik.
Ebben az esetben az enantiomerek jelölésére a (P) és (M) jelöléseket alkalmazzák. A (P) enantiomer a jobbmenetes.

## A konfiguráció
A konfiguráció a királis vegyületek térszerkezetének jellemzésére szolgál. A konfiguráció a molekula atomjainak térbeli elhelyezkedését, elrendeződését jelenti. Az enantiomerek konfigurációja egymással ellentétes. Egy molekulában az aszimmetrikus szénatomhoz kapcsolódó két ligandum felcserélése konfigurációváltozást okoz az aszimmetrikus szénatomon. Páros számú csere nem okoz konfigurációváltozást, de páratlan számú igen.
Az IUPAC meghatározása alapján a konfiguráció fogalma egy molekuláris entitás atomjainak térbeli elrendeződését jelenti, amely lehetővé teszi a sztereoizomerek közötti, nem konformáción alapuló különbségtételt.

### Az abszolút konfiguráció
Az abszolút konfiguráció a szubsztituensek egy vagy több kiralitáselemre (centrális kiralitás esetén kiralitáscentrumra) vonatkozó valódi térbeli elhelyezkedését, elrendeződését jellemzi. Az abszolút konfiguráció pusztán kémiai módszerekkel nem határozható meg. Emiatt 1951-ig egyetlen vegyület abszolút konfigurációja sem volt ismert. Ebben az évben alkalmaztak először röntgendiffrakciós vizsgálatot az abszolút konfiguráció meghatározására.

### A relatív konfiguráció
A relatív konfiguráció fogalma Emil Fischertől származik (1891). Ő a cukrok szerkezetét tanulmányozta. Ebben az időben reménytelen feladat lett volna a vegyületek abszolút konfigurációjának a meghatározása, viszont már kémiai módszerekkel meghatározható volt egy királis vegyület egy másik vegyülethez viszonyított konfigurációja. Például a (+)-glicerinaldehid két lépésben átalakítható (-)-tejsavvá úgy, hogy ezek az átalakítások ne érintsék közvetlenül a szimmetriacentrumot (a glicerinaldehid és a tejsav előtt a (+) és a (-) az optikai forgatás). Ekkor a ligandumok csak kémiailag alakulnak át, térbeli elhelyezkedésük nem változik. Ezért a (+)-glicerinaldehid ugyanolyan konfigurációjú, mind a (-)-tejsav. 1951 előtt több száz királis vegyület (+)-glicerinaldehidre vonatkozó relatív konfigurációját sikerült meghatározni kémiai módszerekkel. Ezek között a vegyületek között volt a (+)-borkősav is. 1951-ben a borkősav sóján, a nátrium-rubídium-tartaráton végzett röntgendiffrakciós vizsgálattal sikerült megállapítani a (+)-borkősav abszolút konfigurációját. Ezzel ismertté vált a (+)-glicerinaldehidnek, illetve azoknak a vegyületeknek abszolút konfigurációja, amelyeknek ismert volt a (+)-glicerinaldehidre vonatkoztatott relatív konfigurációja.

### A konfiguráció jelölése
A konfigurációt korábban a 
d és az l betűkkel jelölték. Ez a fajta jelölésmód ma főként a cukroknál és az aminosavaknál használatos. A 
d betű például azt jelenti, hogy a vegyület 
d-(+)-glicerinaldehidre vezethető vissza. Ez a jelölési módszer nem volt alkalmas minden királis vegyület konfigurációjának jelölésére, ezért 1956-ban új módszert javasoltak. Ez a módszer független a glicerinaldehidtől és egyaránt alkalmas a kiralitáscentrumot tartalmazó és nem tartalmazó vegyületek konfigurációjának jelölésére. A két enantiomer egyike az R (a latin rectus=jobb szóból), a másik az S (a latin sinister=bal szóból) betűjelet kapja.